# Histoire de l'enseignement de l'informatique en France
 (mars 2017).
Les premiers enseignements de l'informatique au lycée (en Brevet de techniciens supérieurs et dans les sections technologiques) datent des années 1960 (voir, par exemple, Baron, 1987). 
Dans la formation générale, le rapport Simon[Quoi ?], remis en 1980 au président de la République recommande d'enseigner l'informatique dès la classe de 4e et de créer un CAPES et une agrégation d'informatique. Il ne sera que partiellement mis en œuvre : en 1981, une option informatique est lancée à titre expérimental dans 12 lycées. Elle s'étendra progressivement à environ la moitié des lycées mais sera finalement supprimée à la fin des années 1980.  L'intérêt pour l'enseignement de l'informatique reviendra dans la seconde moitié de la décennie 2000-2010, cet intérêt se concrétisant dans la mise en place de nouveaux enseignements.

## Historique
Dès 1958, le docteur André Joussaume, directeur du Sanatorium  universitaire Jacques Arnaud de Bouffémont, qui accueillait les étudiants tuberculeux dans le Val d'Oise jusque dans les années 1960, y développe un projet de "formation permanente en électronique", dispensée au sein du site même,, complétée en 1965 par un second cours en électronique,, puis en 1964-1965 aussi, par les premiers certificats de programmation informatique, discipline alors complètement nouvelle, au moment où se met en place le plan Calcul.
De 1969 à 1993, a existé un bac H à dominante informatique, dont les premiers diplômes sont délivrés en 1970 avec une formation de programmeur (15 heures d'enseignement spécifique sur 31). Il s'agit d'un bac technologique, qui précède l'introduction de l'informatique comme outil pédagogique au sein de lycées expérimentaux au cours de la décennie 1970. De premières expérimentations autour du langage Logo ont eu lieu aussi dans les années 1970. À cette époque, les écoles et les collèges ne bénéficiaient pas tous d'équipements informatiques. 
Dans le cadre du plan calcul du président de Gaulle, son successeur Georges Pompidou a lancé dès 1970 l'opération 58 lycées,. À cette occasion, a été créée l'association EPI, ainsi que le langage de programmation LSE. Les 58 lycées ont été équipés en ordinateurs Mitra 15 et T1600.
Il est couramment admis que l’introduction de l’informatique dans l’enseignement général
français trouve son inspiration dans un séminaire organisé au Centre national d’études
pédagogiques de Sèvres en mars 1970. Tous les participants estiment "qu'une action importante doit être entreprise" pour la formation des enseignants à l'informatique" et sont créés les premiers stages approfondis d’un an, pour un millier d'enseignants, chez les trois constructeurs (IBM, CII, et Honeywell-Bull).
Le rapport Nora-Minc de 1978 préconise de relancer l'opération, sous le nom de 10 000 micro-ordinateurs. Les établissements scolaires concernés sont alors équipés d'ordinateurs LogAbax et Micral. 
Dès 1983, le président François Mitterrand annonce sa volonté d'équiper des établissements scolaires de certaines académies, d'ordinateurs Thomson TO7. 
Le gouvernement a préparé en 1984 et présenté le 25 janvier 1985 le plan « Informatique pour tous » (IPT). Ce plan, malgré ses imperfections et surtout le fait qu’il n’a pas eu la durée, a été un moment fort d’un processus entamé dès les années 1970. Par l’équipement de tous les établissements publics d’enseignement, ce plan avait pour objectif d’initier tous les élèves et les étudiants à l’informatique. De plus, ces équipements devaient être accessibles à tous les citoyens. Ce plan, fut essentiellement sous le signe de l’utilisation des logiciels dans les disciplines et activités. Mais il n’y a pas eu exclusion de l’option informatique qui s’est développée en parallèle.
Le Plan informatique pour tous a permis de déployer dans les écoles des équipements munis du langage LOGO.

## L'option informatique des lycées
Par la note du 23 juillet 1981, le Ministère de l’éducation nationale annonce la création d’une option informatique expérimentale en classe de seconde qui sera mise en place dans 10 à 12 lycées afin d'étudier l'apport de l'informatique à la formation générale des élèves.

### Programme de l’option en classe de seconde
1. Généralités : l’information, le matériel, les logiciels
2. Méthodes informatiques
  1. Lire un texte et formuler le problème à résoudre - proposer et formuler avec précision une méthode de résolution  la rédiger dans un langage de programmation - la mettre en œuvre sur un ordinateur
  2. Programmes sans boucle
  3. Programmes itératifs simples
3. Applications de l'informatique
4. Informatique et société

### Programme en classe de première (rentrée 1982)
- Horaires hebdomadaires : 1 heure de cours et 1 heure 30 de travaux pratiques (classe dédoublée). Les professeurs disposent de 2,5 heures-année pour leur formation, pour la concertation et l’évaluation.

1. Matériel
2. Outils et méthodes de construction de programmes
  1. Structures de contrôle
  2. Méthodes de programmation
3. L'informatique et ses applications
  1. Présentation de quelques domaines d'application de l'informatique
  2. Notions sur les bases de données.
4. Projets : Réalisation d'un ou deux programmes de plus grande importance : spécification des différentes parties, travail en équipe, élaboration de la documentation, intégration des différentes parties.

### Programme en classe de terminale (rentrée 1983)
1. Matériel
2. Outils et méthodes de construction de programmes
  1. Fonctions et procédures récursives
  2. Exemples de structures de données plus complexes
  3. Compléments sur les méthodes de programmation
3. L'informatique et ses applications
  1. Panorama des principaux langages de programmation utilisés en mettant en évidence leurs points communs
  2. Notions de télématique, réseaux d'ordinateurs, bases de données distribuées. Notions sur l'intelligence artificielle, les programmes de jeux et la génération d'arbres d'essais, les retours en arrière
  3. Implications socio-économiques de l'informatique
4. Projets : réalisation d'un projet d'une certaine importance en insistant sur les points précisés dans le programme de première.

L’option rencontre un franc succès, ce qui entraîne, compte tenu du nombre insuffisant d’enseignants, une sélection des élèves dans certains lycées.  En 1984-85, l’option informatique concerne 74 établissements. A la rentrée 1985 (150 lycées) elle est officiellement généralisée et les programmes publiés. Dans son premier rapport, le Conseil supérieur des programmes propose une épreuve au Bac qui pourrait prendre la forme d’une interrogation orale. Le ministère décidera d’une épreuve écrite.
Dans sa conférence de presse du 26 juin 1986, le nouveau ministre de l'Éducation nationale René Monory confirme l'OI et l'épreuve facultative au baccalauréat. Il va même plus loin en annonçant la création d'un corps de professeurs d'informatique du secondaire.
Le Bulletin officiel de l'éducation nationale no 36 du 15 octobre 1987 officialise l'épreuve d'informatique au baccalauréat. Les sujets de bac ne comportaient qu'un seul exercice (sur un total de 3) concernant la programmation. Celle-ci se faisait en BASIC, LSE ou Pascal mais le programme citait également Turbo-Prolog.

### Effectifs de l’option
En 5 ans, l’option est passée de 75 lycées (7000 élèves) à plus de 500 lycées (50 000 élèves). En 1992, année de la première suppression, 50 % des lycées d’enseignement général avaient ouvert une option informatique. 

### Contexte intellectuel
En 1987 est née l’idée d’un colloque sur la didactique de l’informatique qui réunirait une communauté faite d’universitaires et d’enseignants du terrain. L’association Francophone de Didactique de l’Informatique fut créée. Cinq colloques francophones eurent lieu (Paris 1988, Namur 1990, Sion 1992, Québec 1994 et Monastir 1996). 

## L’option informatique au baccalauréat
- Note de service du 1er octobre 1987 signée du Directeur des lycées et collèges M. Lucius (extrait) :

« Épreuve écrite en 3 parties :
1. Une question portant sur l’informatique et la société et/ou les applications de l’informatique ((4 à 6 points)
2. Une question de cours ou un exercice d’application directe du cours (4 à 6 points)
3. Un problème … analyse … réalisation au moins partielle dans un langage de programmation (Basic, LSE ou Pascal) (8 à 12 points)

Durée : 3 heures
Le jury (académique) est invité à « une étude attentive du contenu du livret scolaire » »

### Première suppression de l’option informatique (1992)
En réponse à la saisine du ministre Lionel Jospin ayant pour objet une réforme des filières du lycée, le Conseil National des Programmes propose la suppression de l’option informatique. Les propositions du CNP font l’objet d’une large diffusion en livre de poche Quel lycée pour demain ? (CNDP-MEN-1991)
- Page 137 : « … il convient d’enseigner en priorité non pas l’informatique discipline mais l’informatique outil. »
- Page 140 : « Sur le plan socio-économique, est-on dans un tel besoin d’informaticiens qu’il faille encourager le plus grand nombre de jeunes à s’engager très tôt dans cette voie ? »

Le Bulletin officiel de l'Éducation nationale du 23 janvier 1992 scelle la première suppression en seconde à la rentrée, remplacée par des ateliers de pratique (APTIC) ouverts aux élèves volontaires sans niveau de classe. Le scepticisme est général, les enseignants démobilisés. Les APTIC n’auront pas d’avenir.

### Rétablissement (1995) et deuxième suppression (1998)
Le ministre François Bayrou rétablit, dans le cadre du « Nouveau contrat pour l’École » (décision no 58) une expérimentation d’un enseignement d’informatique en seconde à la rentrée 1995. Et le Bulletin officiel no 32 du 12 juillet 1996 publie les grilles horaires de Première et Terminale ainsi que le programme pour la classe de Première. Le ministre Claude Allègre, malgré l’avis du Conseil supérieur de l’éducation, supprime pour la seconde fois l’option informatique.

## Les années 1990: l'outil informatique
Dans les années 1990, s'est imposée l'idée qu'il n'était pas utile d'enseigner l'informatique en tant que discipline à l'École, mais que toutes les disciplines devaient prendre en compte l'outil informatique. 
Au collège, faisant suite aux travaux manuels et techniques, la discipline technologie a pris en compte de manière importante l'informatique dans les années 1990. L'idée était que l'informatique était la science du traitement de l'information considérée comme une matière d'œuvre.

## Les années 2000

### Le Brevet informatique et internet
À partir des années 2000, le ministère de l'Éducation nationale a considéré qu'il y avait des compétences indispensables en informatique et a créé le Brevet informatique et internet (B2i). Il s'agissait de former des utilisateurs dits citoyens c'est-à-dire responsables et autonomes vis-à-vis de l'information. 
L'originalité de cette certification, qui en est aussi une limite, est qu'elle est organisée entièrement sous la forme de compétences à acquérir et qu'il n'y a pas de curriculum correspondant ni de connaissances précises à acquérir. Deux niveaux ont d'abord été définis : école primaire et collège. Par la suite, le niveau lycée-CFA a été institué. Les compétences du B2i ont également été prises en compte, en 2006, dans le Socle commun de connaissances et de compétences régissant ce que les jeunes français doivent avoir acquis à la fin de la scolarité obligatoire.

### Enseignement de l'informatique en filières technologiques
Les filières technologiques se voient dotées de deux spécialités articulées autour de l'informatique : 
1. SIG (Système d'informations de gestion) en STMG (tertiaire)
2. SIN (Systèmes informatiques et numériques) en STI2D (ingénierie).

## ISN et ICN
L'épreuve optionnelle (anticipée) de mathématiques au bac L comporte des algorithmes à compléter ou corriger, rédigés en pseudocode. Les aménagements de programme de mathématiques applicables à la rentrée 2009 en classe de Seconde, voient apparaître le mot algorithmie puis algorithmique. Les cours de mathématiques comportent dès lors des activités de programmation, en général en Algobox. 

### ISN
À la rentrée 2012, est initiée la spécialité informatique et sciences du numérique en terminale S. Cette spécialité est évaluée au bac S sur présentation d'un projet. Une grille de compétences permet de définir la note sur 20. Un manuel est édité par Eyrolles, dirigé par Gilles Dowek et préfacé par Gérard Berry. La réforme du bac de 2021 fait disparaître cette spécialité, le bac S n'existant dorénavant plus. L'épreuve n'a d'ailleurs pu avoir lieu en 2020, à cause de Covid-19.
Lors de la campagne présidentielle de 2012, Vincent Peillon promet qu'en cas de victoire électorale de François Hollande, la spécialité ISN sera étendue à tous les bacs généraux.

### ICN
Mais finalement ce sont des options qui sont proposées par Vincent Peillon et ses successeurs.

#### option ICN
À la rentrée 2016, est mise en place une option nommée informatique et création numérique, en classe de première générale, et basée essentiellement sur des projets (comme l'indique son intitulé). Il est prévu que
1. les élèves ayant suivi cette option en première L ou ES, aient la possibilité de la continuer en terminale et être évalués au bac, sur leur projet.
2. les élèves ayant suivi cette option en première S, choisissent la spécialité ISN en terminale.

Les élèves ayant choisi l'option en première L ou ES à la rentrée 2016 ont été évalués au bac 2018. 

#### enseignement d'exploration ICN
Toujours à la rentrée 2016, un Edex (enseignement d'exploration) a été mis en place en classe de Seconde, sous le même nom d'ICN. Le programme est découpé en modules et les projets occupent une grande part des activités.

#### Scratch au collège
Toujours à la rentrée 2016, à l'occasion de la mise en place de la réforme du collège de Najat Vallaud-Belkacem et du découpage en cycles, l'algorithmique et la programmation sont introduits dans les programmes de mathématiques et de technologie de cycle 4 (avec Scratch) et même dans les programmes de mathématiques de cycle 3. Des questions sur des scripts Scratch apparaissent dans les sujets de mathématiques du brevet des collèges à partir de la session 2017. Le concours algorea est ouvert dès le CM1 (langages Scratch, Blockly ou Python).

## La réforme du lycée de 2018
La réforme de 2018 voit apparaître deux nouvelles matières : SNT et NSI. Les deux matières s'appuient sur 4 piliers : machines, langages, données et algorithmes. Mais elles diffèrent par de nombreux aspects, notamment en nombre d'élèves concernés.

### SNT
SNT (Sciences du numérique et technologie) est une matière d'enseignement général, enseignée à toutes les classes de Seconde. Les questions sociétales, écologiques et même légales y occupent une place importante. Les thèmes présents au programme sont au nombre de 7 :
1. Internet
2. le web
3. les réseaux sociaux
4. les données structurées
5. la cartographie
6. les objets connectés
7. la photographie numérique

### NSI
NSI (Numérique et sciences informatiques) est une « spécialité » du bac général, que ne suivent que les élèves l'ayant choisie.
Au programme de NSI on trouve notamment la numération binaire, les IHM, la récursivité, la programmation fonctionnelle, la théorie des graphes, les structures de données, les bases de données, l'algorithme de Boyer-Moore, etc. Le langage choisi est Python 3.

### CAPES et agrégation
Après la création d'un CAPES en 2020, en mars 2021 le ministre de l'éducation Blanquer annonce devant la commission éducation de l'Assemblée Nationale la création d'une agrégation d'informatique